# Thlaspi stylosum
Thlaspi stylosum là một loài thực vật có hoa trong họ Cải. Loài này được (Ten.) Mutel miêu tả khoa học đầu tiên năm 1834.